# ブルノ・サーキット
ブルノ・サーキット（Automotodrom Brno, アウトモトドローム・ブルノ）は、チェコ共和国のブルノ近郊にあるサーキット。建国の父トマーシュ・マサリクにちなんでマサリク・サーキットとも呼ばれる。MotoGPの開催地のひとつ。

## 概要
ロードレース世界選手権のチェコ・スロバキア・グランプリはブルノの公道コースで開催されていたが、1987年に常設のブルノ・サーキットがオープンし、当地で行われるようになった。1993年にチェコスロバキアがチェコとスロバキアに分離した後は、チェコグランプリとして開催が続けられている。MotoGP開催地の中でもトップクラスの大観衆を集めることで知られる。
サーキットは元々F1の誘致を念頭に設計されたため、コース幅が広いのが特徴である。コースの全長は5403.19メートル、最も長い直線は636.56メートルある。右回りのサーキットで14のコーナーがあり、うち右コーナーは8つ。高低差が大きく（73.63メートル）、コース終盤に7.52%の急な上り勾配を持つ。
ホームストレートからターン1を回り込むと直線があり、ターン4から先は下りのコーナー区間が続く。S字状に左→右と旋回する事が多く、左コーナーでそのままストレートへ抜けるというのが軽いコーナーのターン3とヘアピン状のターン8の二つしか無く、タイヤが片減りしやすい。ターン6〜10はタイトに回り込むセクションで、フロントを滑らせて転倒シーンがみられる。
ターン11のヘアピンを通過すると、一転してホームストレート手前まで急な上り区間となる。エンジンパワーの非力な軽排気量クラスでは、スピードを維持してコーナーを通過することが必要となる。
近年は資金難によりチェコGPの開催危機が取り沙汰されてきた。路面の劣化が進んでおり、ライダーたちから再舗装工事を求める声が挙がっていた。2021年はMotoGPを含め、世界選手権の開催を行わないとサーキット側が発表した。
2024年8月、2025年からのMotoGP復帰が決まったことが正式に報じられた。